# Desmia pentodontalis
Desmia pentodontalis là một loài bướm đêm trong họ Crambidae.